# Alexandru Petrino
Baronul Alexandru Petrino (în germană Alexander Freiherr von Petrinò; n. 18 mai 1824, Vășcăuți, Regatul Galiției și Lodomeriei, Imperiul Austriac – d. 17 aprilie 1899, Cernăuți, Austro-Ungaria) a fost un moșier și politician român din Bucovina, unul dintre liderii politici ai românilor bucovineni din a doua jumătate a secolului al XIX-lea, deputat în Dieta Bucovinei, în Consiliul Imperial Austriac, precum și ministru al agriculturii al Imperiului Austriac (fiind singurul român bucovinean care a îndeplinit această funcție). Petrino a militat pentru autonomia culturală și politică a românilor din Bucovina.

## Biografie
Provenind dintr-o veche familie de negustori aromâni stabiliți în Moldova la sfârșitul secolului al XVIII-lea ca fanarioți, Alexandru Petrino a fost fiul moșierului Apostolo Ioan (din 1835: baron) Petrino (decedat în 1837). Tatăl său vitreg a fost moșierul Ioan Mustață. A fost de religie ortodoxă și s-a căsătorit cu Marie Martine (decedată în 1895).
Mai mulți membri ai familiei sale au fost, asemenea lui, deputați în Dieta Bucovinei:
- fratele său vitreg Nicolae Petrino (1817–1884), din prima căsătorie a tatălui;
- fratele său vitreg Otto Petrino (1834–1884);
- fratele vitreg din a doua căsătorie a mamei, Nicolae Mustață (1839–1904);
- fratele vitreg Ioan Mustață (1830–1895).

A urmat cursurile gimnaziului și ale Institutului de Filosofie din Cernăuți, iar din 1842 a studiat dreptul la Universitatea din Viena. După studii, a locuit ca moșier în Vășcăuți. În 1855 a achiziționat moșia Budineț. După 1875, s-a implicat în investiții industriale, fiind mare acționar al companiei feroviare Lemberg–Czernowitz–Jassy și, din 1882, cofondator și președinte (până în 1889) al Bukowinaer Boden-Credit-Anstalt.

## Activitate politică

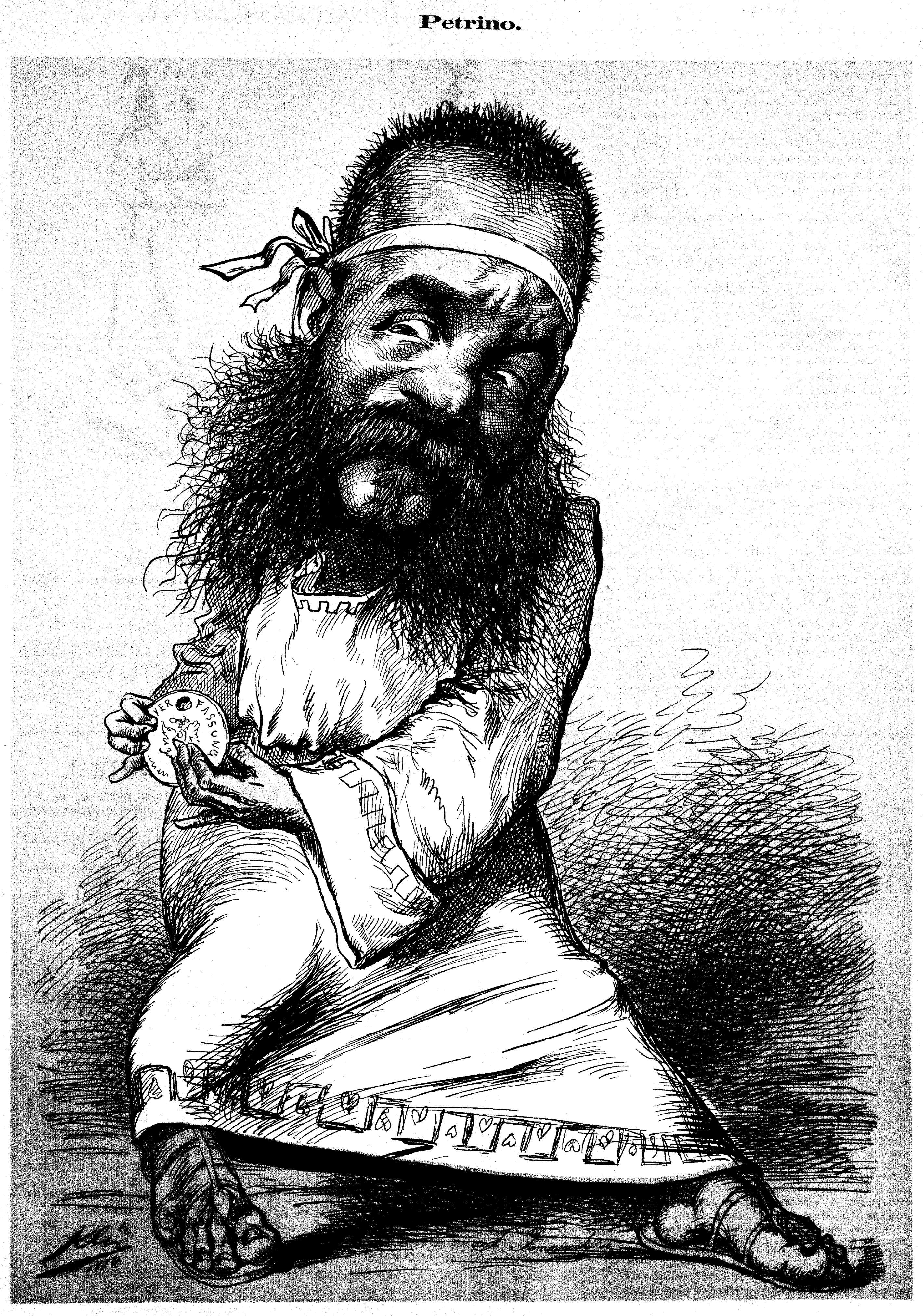
Caricatură cu Petrino din 1870

În 1860 a devenit membru al Consiliului Imperial lărgit, militând pentru îmbunătățirea situației bisericii ortodoxe. După înființarea Dietei Bucovinei în 1861, Petrino a fost deputat între 1861–1864, 1866–1873 și 1874–1875. A fost membru al Consiliului Imperial (Reichsrat) în mai multe mandate: 1861–1864, 1867–1870, 1870–1871 și 1873–1876.
Făcând parte din rândul celor mai bogați moșieri din Bucovina, Alexandru Petrino a fost membru fondator al Asociației pentru Cultura Țării, al Societății pe Acțiuni „Căile Ferate Locale din Bucovina”, al Institutului de Credit Funciar, sprijinind înființarea Bibliotecii Țării în Cernăuți și a Societății pentru Cultura și Literatura Română în Bucovina.
După ce fratele său, Nicolae Petrino, a refuzat mandatul, Alexandru Petrino a fost ales, în urma unui scrutin parțial, din partea colegiului marilor proprietari funciari din Bucovina, în prima legislatură (3 mai 1861 – 9 mai 1864, când a demisionat). În a doua legislatură (20 mai 1867 – 31 martie 1870), a fost ales din partea colegiului orașelor și al Camerei de Comerț și Industrie din Cernăuți. A demisionat din nou, alături de alți 11 deputați, ca reacție la respingerea de către Reichsrat a propunerii sale privind autonomia lărgită a provinciilor, precum și a dezbaterilor privind legea electorală de urgență. În legislaturile a III-a și a V-a a fost ales din nou în colegiul marilor proprietari din Bucovina. Între 17 iunie 1867 și sfârșitul lunii septembrie 1867, a făcut parte din Clubul Herbst-Kaiserfeld. În 1870 și din nou în 1873, s-a alăturat Clubului de centru-dreapta, definindu-se drept federalist român.
Petrino era un bun orator și un politician abil, având multă influență în parlamentul vienez. În cadrul guvernului condus de contele Alfred Józef Potocki, a condus interimar Ministerul Agriculturii, între 6 mai și 30 iunie 1870, iar apoi, între 30 iunie 1870 și 4 februarie 1871, a fost ministru plin al agriculturii.
Baronul Alexandru Petrino a condus Partidul Federalist, cunoscut și drept Partidul Autonomist, care milita pentru o autonomie mai largă a Bucovinei față de Viena. Din acest partid au mai făcut parte Alexandru și Gheorghe de Hurmuzachi, Alexandru Wassilko de Serecki, Victor Stârcea și Gheorghe Flondor. Federaliștii erau naționaliști și considerau că întreaga Bucovină este pământ românesc. Prin urmare, guvernatorul Martina nota despre "Partidul lui Petrino" că face agitație împotriva funcționarilor străini (de ex. ucraineni), care erau aduși din Galiția. Petrino a devenit rivalul liberalului Eudoxiu de Hurmuzachi, liderul Cetraliștilor care, la fel ca acesta, susținea statutul autonom și românesc al Bucovinei, dar pleda pentru o armonizare legislativă cu guvernul de la Viena și pentru o cooperare mai strânsă cu etnicii germani din Bucovina. În presa vremii, partidul lui Petrino era considerat "un partid românesc", naționalist și conservator, promovând educația în limba română, biserica ortodoxă și creșterea ponderii de funcționari români în Ducatul Bucovinei. Partidul a criticat centralismul vienez și a promovat dreptul de vot universal, educația publică și gratuită, libertatea presei și egalitate pentru toate naționalitățile imperiului.
Petrino a fost cofondator al Asociației pentru Cultura Regională din Bucovina și este considerat unul dintre fondatorii sistemului cooperatist românesc din Bucovina.
În 1872, Petrino a fondat Societatea Autonomiștilor Naționali, prin care a încercat să recâștige popularitate, înființând și gazeta Der Patriot. Aceasta a înregistrat însă un eșec electoral ceea ce, combinat cu problemele din familie, l-a determinat pe baronul Petrino să se retragă din politică în 1875 și să se stabilească la moșia sa, de administrarea căreia s-a ocupat până la decesul său din 1899. Slujba înmormântării a fost oficiată de Vladimir de Repta.

### Activitate literară
În 1875, după ce s-a retras din politică, Alexandru Petrino a scris poemul Resemnare, marcată de un ton melancolic, un discurs liric modern, și de o încărcătură filosofică remarcabilă.